# Unterseeboot 379
Le Unterseeboot 379 (ou U-379) est un sous-marin allemand (U-Boot) de type VII.C utilisé par la Kriegsmarine (marine de guerre allemande) pendant la Seconde Guerre mondiale.

## Construction
L'U-379 est un sous-marin océanique de type VII C. Construit dans les chantiers de Howaldtswerke AG à Kiel, la quille du U-379 est posée le 27 mai 1940 et il est lancé le 15 octobre 1941. L'U-379 entre en service un mois et demi plus tard.

## Historique
Mis en service le 29 novembre 1941, l'Unterseeboot 379 reçoit sa formation de base sous les ordres du Kapitänleutnant Paul-Hugo Kettner à Danzig dans la 8. Unterseebootsflottille jusqu'au 30 juin 1942, puis l'U-379 intègre sa formation de combat dans la 1. Unterseebootsflottille à la base sous-marine de Brest, qu'il n'atteindra jamais.
L'U-379 a réalisé une patrouille de guerre durant laquelle il a coulé deux navires marchands ennemis pour un total de 8 904 tonneaux, en 45 jours de mer.
Pour cette unique patrouille, l'U-379 quitte le port de Kiel le 25 juin 1942 sous les ordres du Kapitänleutnant Paul-Hugo Kettner.

Le 1er août 1942, le Kapitänleutnant Paul-Hugo Kettner est promu au grade de korvettenkapitän.

Le 8 août 1942, l'U-379 attaque le convoi SC-94 (en) dans l'Atlantique Nord au sud-est du Cap Farvel au Groenland et coule deux navires marchands ennemis. La riposte de l'escorte du convoi ne se fait pas attendre, et l'U-379 est coulé à son tour à la position géographique de 57° 11′ N, 30° 57′ O par des charges de profondeur et un éperonnage de la corvette britannique HMS Dianthus. 
Les 40 membres d'équipage meurent dans cette attaque ; il y a cinq survivants.

## Affectations successives
- 8. Unterseebootsflottille à Danzig du 29 novembre 1941 au 30 juin 1942 (entrainement)
- 1. Unterseebootsflottille à Brest du 1er juillet au 8 août 1942 (service actif)

## Commandement
- Kapitänleutnant, puis korvettenkapitän Paul-Hugo Kettner du 29 novembre 1941 au 8 août 1942

## Patrouilles
|       | Commandant                | Départ       | Départ | Arrivée     | Arrivée | Jours    | Succès  |
| ----- | ------------------------- | ------------ | ------ | ----------- | ------- | -------- | ------- |
| 1     | KrvKpt. Paul-Hugo Kettner | 25 juin 1942 | Kiel   | 8 août 1942 | Coulé   | 45 jours | 8 904   |
| Total | Total                     | Total        | Total  | Total       | Total   | 45 jours | 8 904 t |

Note : KrvKpt. = Korvettenkapitän 

### Opérations Wolfpack
L'U-379 a opéré avec les Wolfpacks (meute de loups) durant sa carrière opérationnelle.
1. Wolf (13 juillet 1942 - 1er août 1942)
2. Steinbrinck (3 août 1942 - 8 août 1942)

## Navires coulés
L'Unterseeboot 379 a coulé deux navires marchands ennemis pour un total de 8 904 tonneaux au cours de l'unique patrouille (45 jours en mer) qu'il effectua.
| Date        | Nom      | Nationalité | Tonnage (GRT) | Convoi | Fait  |
| ----------- | -------- | ----------- | ------------- | ------ | ----- |
| 8 août 1942 | Anneberg | Royaume-Uni | 2 537         | SC-94  | Coulé |
| 8 août 1942 | Kaimoku  | États-Unis  | 6 367         | SC-94  | Coulé |

### Source et bibliographie
- (en) Cet article est partiellement ou en totalité issu de l’article de Wikipédia en anglais intitulé « German Type VII submarine#Type VIIC » (voir la liste des auteurs).
- Chris Bishop, historien militaire (trad. de l'anglais par Christian Muguet), Les sous-marins de la Kriegsmarine : 1939-1945 : le guide d'identification des sous-marins [« The spellmount submarine identification guide : Kriegsmarine U-boats 1939-1945 »], Paris, Éd. de Lodi, 2008, 192 p. (ISBN 978-2-84690-327-1, OCLC 470721805, BNF 41298980)